# Тит Помпоний Мамилиан
Тит Помпоний Мамилиан Руф Антистиан Фунизулан Ветониан (на латински: Titus Pomponius Mamillianus Rufus Antistianus Fusinulanus Vettonianus) е сенатор на Римската империя през 1 век и 2 век.
През май и юни 100 г. той е суфектконсул заедно с Луций Херений Сатурнин и след това легат на провинция. Неговият син Тит Помпоний Антистиан Фунизулан Ветониан e суфектконсул през 121 г.